# Asura interserta
Asura interserta är en fjärilsart som beskrevs av Moore 1878. Asura interserta ingår i släktet Asura och familjen björnspinnare. Inga underarter finns listade i Catalogue of Life.